# Лео Лалонд Мемориал Трофи
Лео Лалонд Мемориал Трофи (англ. Leo Lalonde Memorial Trophy) — приз, ежегодно вручаемый лучшему взрослому игроку Хоккейной лиги Онтарио (OHL). Трофей был пожертвован тренерами лиги в память о Лео Лалонде, бывшем шефе ассоциации скаутов OHL.

## Победители
- 2023–24 Мэттью Соп, Китченер Рейнджерс
- 2022–23 Мэттью Маджио, Уинсор Спитфайрз
- 2021–22 Брэндон Коу, Норт-Бей Батталион
- 2020–21 Сезон был отменён из-за пандемии коронавируса
- 2019–20 Остин Китинг, Оттава Сиксти Севенс
- 2018–19 Джастин Бразо, Норт-Бей Батталион
- 2017–18 Аарон Лучук, Уинсор Спитфайрз/Барри Кольтс
- 2016–17 Даррен Рэддиш, Эри Оттерз
- 2015–16 Кевин Лабанк, Барри Кольтс
- 2014–15 Джозеф Бландиси, Барри Кольтс
- 2013–14 Дэйн Фокс, Эри Оттерз
- 2012–13 Шарль Саро, Сарния Стинг
- 2011–12 Эндрю Агоццино, Ниагара АйсДогс
- 2010–11 Джейсон Аксон, Китченер Рейнджерс
- 2009–10 Брайан Кэмерон, Барри Кольтс
- 2008–09 Джастин ДиБенедетто, Сарния Стинг
- 2007–08 Майкл Свифт, Ниагара АйсДогс
- 2006–07 Тайлер Донати, Бельвиль Буллз
- 2005–06 Райан Кэллахан, Гелф Шторм
- 2004–05 Андре Бенуа, Китченер Рейнджерс
- 2003–04 Мартен Сен-Пьер, Гелф Шторм
- 2002–03 Чед Лароз, Плимут Уэйлерз
- 2001–02 Кори Пекер, Эри Оттерз
- 2000–01 Рэнди Рау, Бельвиль Буллз
- 1999–00 Дэн Тессье, Оттава Сиксти Севенс
- 1998–99 Райан Риди, Бельвиль Буллз
- 1997–98 Бухар Амидовски, Торонто Сент-Майклз Мэйджорс
- 1996–97 Зак Бирк, Питерборо Питс
- 1995–96 Аарон Брэнд, Сарния Стинг
- 1994–95 Билл Боулер, Уинсор Спитфайрз
- 1993–94 Би-Джей МакФерсон, Норт-Бей Центенниалз
- 1992–93 Скотт Холлис, Ошава Дженералз
- 1991–92 Джон Спольторе, Норт-Бей Центенниалз
- 1990–91 Джоуи Сен-Обен, Китченер Рейнджерс
- 1989–90 Иэн Фрейзер, Ошава Дженералз
- 1988–89 Стэн Друлия, Ниагара АйсДогс
- 1987–88 Лен Соссио, Норт-Бей Центенниалз
- 1986–87 Майк Ришар, Торонто Мальборос
- 1985–86 Стив Женетт, Гелф Плэйтерз
- 1984–85 Данк МакИнтайр, Бельвиль Буллз
- 1983–84 Дон МакЛарен, Оттава Сиксти Севенс

## Источник
«OHL Information Guide and Player Register»